# Кримські естонці

Меморіальна дошка Едуарду Вільде в селі Береговому Бахчисарайського району

Кримські естонці (ест. Krimmi eestlased) — національна меншина етнічних естонців, що проживають на Кримському півострові, складова частина естонської діаспори в Україні. За Всеукраїнським переписом населення 2001 року в Автономній Республіці Крим та Севастополі проживали 674 естонці (23,5 % усіх естонців України). За даними Міністерства закордонних справ Естонії 2011 року в Криму проживало близько 600 етнічних естонців. До 2014 року в Автономній Республіці Крим діяли три естонські культурні організації: Естонське культурне товариство Криму (ест. Krimmi Eesti Kultuuriselts) (засноване 8 вересня 1997 року), Естонське культурне товариство Севастополя (ест. Sevastopoli Eesti Kultuuriselts) та Естонське товариство (ест. Eesti selts) у селі Краснодарка. У школі села Олександрівка (Красногвардійський район) був естонський клас.

## Історія
Після Кримської війни (1853—1856) села Криму були спустошені, оскільки уряд Російської імперії виконав, принаймні частково, програму виселення кримських татар. Переселення людей з Естонії зумовлювалось низкою причин, зокрема жалюгідним станом селянства і ставленням до естонських селян балто-німецької шляхти. Письменник Едуард Вільде на зібраних 1904 року у Криму матеріалах створив роман «Prohvet Maltsvet», в якому так описуються причини переселення:
| «Не сліпий порив, народжений брехливими обіцянками ошуканців, змусив естонського селянина покинути свої березові гаї і ялинники, поля і луки, свої джерела і струмки, пагорби і долини, з якими він пов'язаний одвічними узами, і змінити їх на похмурі, посушливі степи східної та південної Росії. До цього його змусило кріпацтво з усіма його жахами, яке і понині панує на його батьківщині, хоч і під іншою назвою» Оригінальний текст (рос.) «Не слепой порыв, рожденный лживыми обещаниями обманщиков, заставил эстонского крестьянина покинуть свои березовые рощи и ельники, поля и луга, свои родники и ручьи, холмы и долины, с которыми он связан извечными узами, и сменить их на унылые, засушливые степи восточной и южной России. К этому его вынудил крепостной гнет со всеми его ужасами, и поныне царящий на его родине, хоть и под другим названием» |

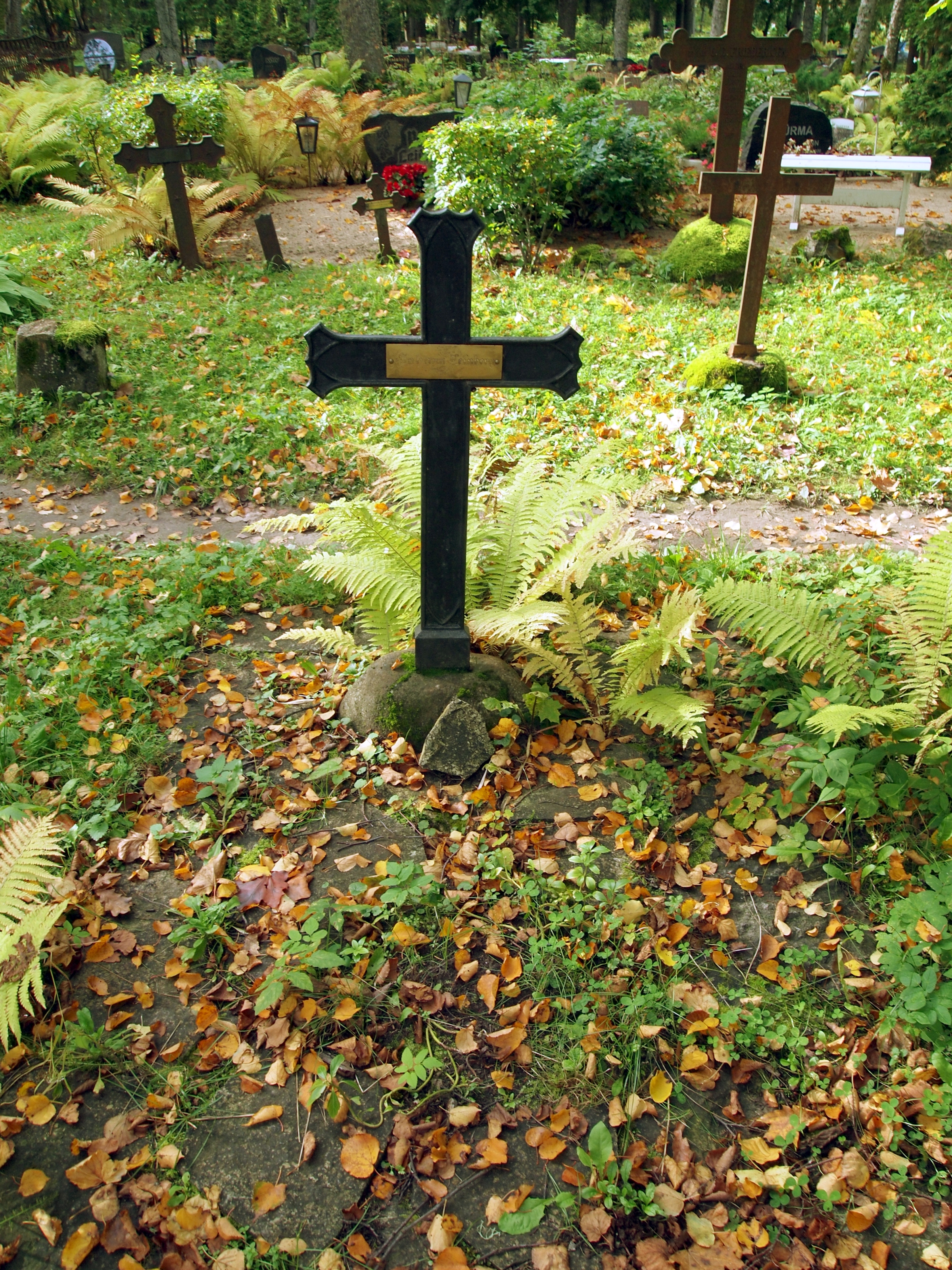
Могила Югана Лейнберґа (Пророка Мальцвета) в Пайде

Влада Таврійської губернії давала переселенцям низку пільг: на кожного чоловіка від 12 до 15 десятин землі, кожна родина отримувала від держави по 100 рублів неповоротного займу, а також хліб і насіння на рік, у разі, якщо три роки поспіль не будуть урожайними, держава мала також надати їм безоплатний хліб і насіння. Крім того, протягом перших восьми років у Криму естонці були вільні від військового обов'язку, подушного та судових податків.

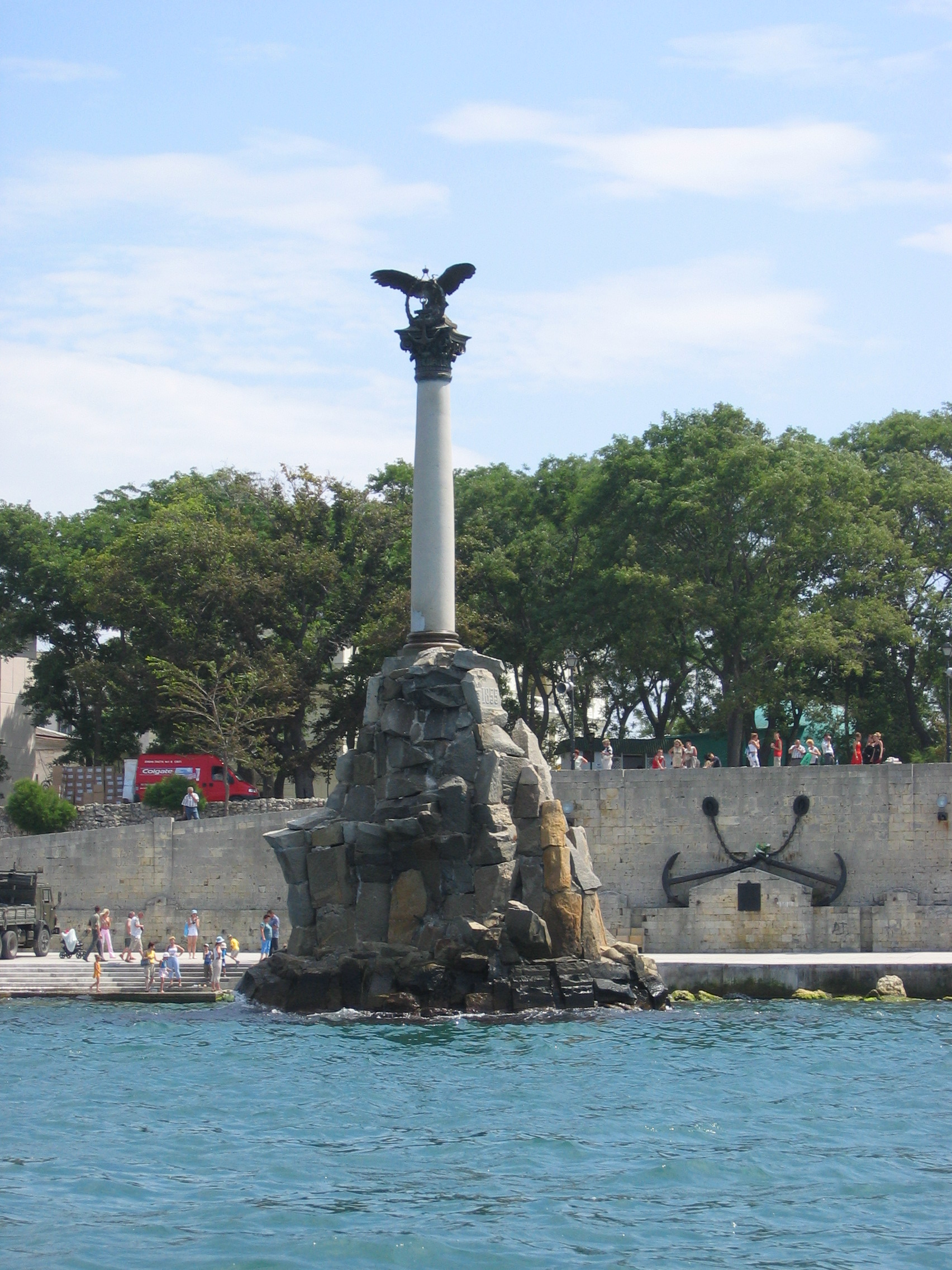
Пам'ятник затопленим кораблям, А. Г. Адамсон, 1905, Севастополь

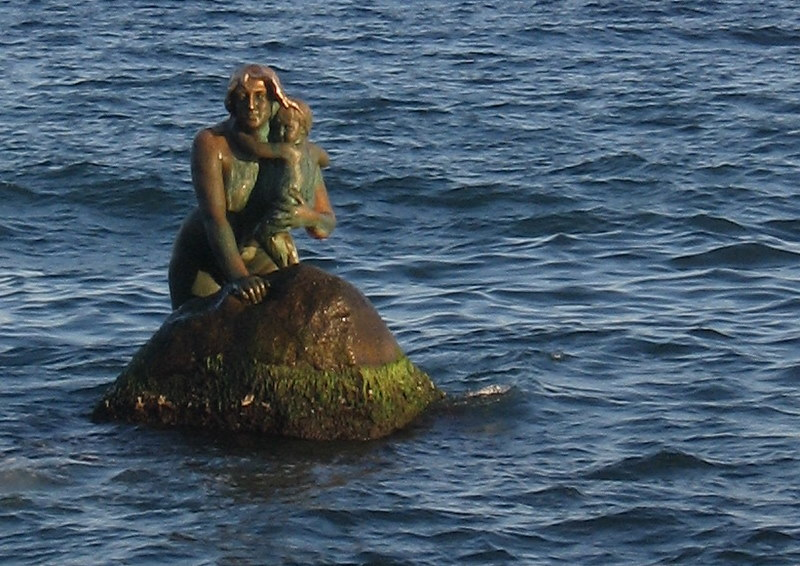
Місхорська русалка, А. Г. Адамсон, 1907 (відновлена 1984), Місхор

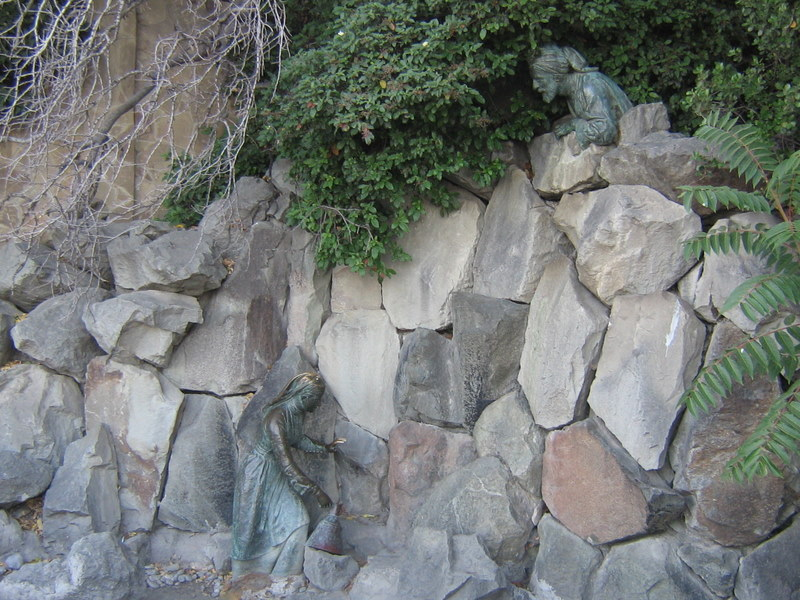
Дівчина Арзи і Алі-Баба, А. Г. Адамсон, Місхор

1860 року до Криму прибули кілька сімей з Естонії. 1861 року в Таврійську губернію прийшла численніша група переселенців, яка складала 23 сім'ї або близько 120 осіб. Ці люди походили із сіл Раннамийза (ест. Rannamõisa) і Тіскре (ест. Tiskre), які були центрами мальцветіанства — лютеранської течії, яку заснував «пророк Мальцвет», естонець на ім'я Юган Лейнберґ (ест. Juhan Leinberg). Сімферопольське управління казенних земель виділило естонцям територію на березі Чорного моря (нині село Берегове Бахчисарайського району). У серпні 1861 року в Таврійську губернію прибула наступна група (близько 10 сімей) переселенців на чолі з Аабрамом Норте (ест. Aabram Norte) з поселення Колга (ест. Kolga) на півночі Естонії. Вони поселилися в Актачі-Кияті (крим. Aqtaçı Qıyat) (який вони назвали Абрамівкою), розташованому на північ від Сімферополя на березі Салгира (крим. Salğır). К. Мяармян закріпив за своїми переселенцями території села Бурлук (крим. Bürlük), які належали поміщиці Біловодській. Слідом на Кримський півострів прибув Антс Валькман, який привіз із собою 50 паспортів переселенських сімей. Місцевість для заселення виділила поміщиця Марія Далаєва в селі Кара-Кіят. У Сімферопольському повіті 118 естонських сімей оселилося в поміщика Галаєва і 113 сімей у поміщиці Бєловодової. Протягом 1862 року із Ліфляндської та Естляндської губерній до Криму переселилось 577 естонців. 1869 року в Крим прибула третя хвиля переселенців, яка складалася з кількох десятків сімей.
Згідно з радянським переписом населення 1926 року в Криму було кілька поселень, заснованих естонцями або відновлених ними в другій половині XIX століття: Берегове (Бахчисарайський район) (крим. Zamruqi, ест. Rannaküla), Первомайське (Первомайський район) (крим. Curçı), Краснодарка (крим. Könçi Şava), Новоестонія, Упорне (крим. Kiyat-Orga), Гвардійське (Первомайський район) (крим. Aq-Çora), Колодязне (крим. Üç Quyu Tarhan), Боз-Гоз, Курулу-Кіпчак та інші.
1882 року естонський портретист Йоганн Келер спільно з іншими естонськими переселенцями купив у Криму велику садибу Кунтагані, але невдовзі зіткнувся з фінансовим труднощами. Через кілька років садибу з-за боргів було продано на аукціоні.
Наприкінці XIX століття змінився вигляд естонських поселень. Будинки будувались з каменя, дах покривався черепицею. На подвір'ях будувалися комори, сараї, навколо будинку розбивалися фруктові сади, з'явилися свої ремісники, лікарі, вчителі. Будували молитовні будинки, танцювальні майданчики, клуби для співанок. Дітей навчали рідної та російської мови. Статистичні дані за 1915 рік про грамотність естонців Криму свідчать: естонці посідали перше місце в губернії за володінням рідною мовою (73,81 % чоловіків, 71,77 % жінок) і третє місце в губернії за володінням російською у чоловіків — 45,57 % (жінки були за цим показником на першому місці — 39,01 %). Такий високий рівень грамотності зумовлювався тим, що естонські переселенці майже відразу відкривали школи.
Естонські переселенці належали до мальцветіанства, що відділилося від лютеранства (основна християнська конфесія Естляндії в ті часи), але покращення матеріального стану та завойований авторитет серед інших кримців повернули їх знов до ортодоксального лютеранства.
У Севастополі стоїть відомий Пам'ятник затопленим кораблям, а в Місхорі — «Дівчина Арзи і Алі-Баба» і «Русалка» естонського скульптора Амандуса Генріха Адамсона.

## Русифікація та спроби зберегти національну ідентичність
Наприкінці XIX ст. більша частина кримських естонців жила компактно, в селах. Так, згідно з даними перепису 1897 року із 2210 естономовних осіб Таврійської губернії тільки 470 (21 %) були міськими мешканцями. Згодом вони почали виїжджати на заробітки до міст і селитись там — у Сімферополі, Севастополі, Феодосії та Ялті. У містах вони мусили розчинятись серед іноетнічного конгломерату.
На початку XX століття кримські естонці ще зберігали елементи національного одягу. Так, чоловіки вдягали короткі до колін штани й панчохи, обмотані навхрест мотузком од постолів. Поверх вони одягали чорні збірчасті каптани з олов'яними ґудзиками, які густо насаджувалися від коміра до пояса. Сорочки з грубого полотна доходили аж до колін.
1914 року у Криму проведено велике пісенне свято за участі естонців з різних частин Російської імперії, 1917 року зареєстровано Таврійське губернське товариство естонців.
1926 року кримських естонців, які були здебільшого заможними селянами, позбавлено права брати участь у виборах. Згодом, з прийняттям т. зв. Сталінської конституції (1936 рік) право голосу було повернуто, але наступна хвиля репресій (1937-1938 роки) призвела до суттєвого зменшення чисельності етнічних естонців на півострові.
1930 року у Криму в місцях компактного проживання естонців були створені національні сільради: у Сімферопольському районі — 2, у Джанкойському — 1. 1924/25 навчального року в Криму діяло 5 естонських шкіл 1-го ступеня (початкових), в яких навчався 131 учень. Навчання велося естонською мовою.
Водночас царський, а згодом і радянський уряд проводили інтенсивну політику русифікації Криму, внаслідок якої національні меншини, в тому числі естонці, майже повністю перейшли в побутовому спілкуванні на російську мову.
| Рік                   | 1897 | 1926 | 1939 | 1959 | 1970 | 1979 | 1989 | 2001 |
| --------------------- | ---- | ---- | ---- | ---- | ---- | ---- | ---- | ---- |
| Осіб                  | 2176 | 2084 | 1900 | 1228 | 1291 | 1047 | 985  | 674  |
| % від населення Криму | 0,39 | 0,29 | 0,17 | 0,10 | 0,07 | 0,05 | 0,04 | 0,03 |
| З них у містах        | 470  | 578  | 862  |      |      |      |      |      |

Так, за переписом 1926 року із 2084 етнічних естонців у Криму естонською мовою володіли 1872 особи (90 %), а за даними перепису 1989 року з 985 естонців мову знала приблизно третина, тобто утричі менше. За даними перепису 2001 року у Криму проживали 674 естонці, з них вказала рідною естонську мову лише 91 особа (13,5 %), російську — 579 осіб (85,9 %), українську — 2 особи (0,3 %). Станом на 2004 рік старші кримські естонці (віком старше 60 років) ще могли зв'язно говорити естонською, дещо молодше покоління (40-50 років) частково розуміли естонську, хоч розмовляли російською, використовуючи при тому деякі естонські фрази. Були також ті, які не могли сказати жодного слова естонською, але при тому вважали себе естонцями згідно зі своїм прізвищем та спогадами батьків.
Після науково-практичної конференції 2001 року «140 років естонськості в Криму» (ест. 140 aastat eestlust Krimmis), коли стало зрозуміло, що Україна не в змозі забезпечити підтримку громади кримських естонців, а на Кримському півострові через економічні негаразди в країні поширюється бідність та низка інших соціальних проблем (хімічні залежності, конфлікти з кримськими татарами, які повертались після радянської депортації тощо), Естонія розгорнула програму допомоги. Восени 2002 року в середній школі Олександрівки почала викладати естонську мову та культуру прислана Міністерством освіти Естонії вчителька Мерґе Сіммулі (ест. Merge Simmuli). За рік її замінила Райна Рейльян (ест. Raina Reiljan). Наступними були Геллє Аунап (ест. Helle Aunap), Тійна Реканд (ест. Tiina Rekand), Енда Трубок (ест. Enda Trubok), Хрісті Сепп (ест. Christi Sepp). Завдання всіх цих вчительок було не тільки викладати мову, але й керувати гуртком естонської культури. Групи естонської мови були призначені як для дітей, так і для дорослих (у тому числі із Сімферополя). 2009 року в Естонії знято документальний фільм «Кримська вчителька» (ест. Krimmi õpetaja) (автор — Вагур Лайапеа, ест. Vahur Laiapea).
З 2004 року у Сімферополі за фінансової підтримки Міністерства культури Естонії (ест. Kultuuriministeerium) двічі на рік видавалась естонською та російською мовами газета «Кримські естонці» (свідоцтво про реєстрацію КМ № 918 від 08.07.2003, Республіканський Комітет по інформації Автономної Республіки Крим, повна назва ест. Krimmi eestlased, рос. Информационная, литературно-художественная газета Крымского эстонского общества культуры), редагували яку з українського боку Мері Нікольська (ест. Meeri Nikolskaja) та Маре Литневська (ест. Mare Litnevska), з естонського Тійна Тоомет (ест. Tiina Toomet) та Ааре Гіндремяе (ест. Aare Hindremäe) (з повідомлень естонських ЗМІ відомо, що контакти між Любов Бойчук, що була перекладачкою газети «Krimmi eestlased», та Ааре Гіндремяе тривають і після окупації Кримського півострова).

## Стан після окупації півострова
Після окупації Криму російськими військами навесні 2014 року Естонська республіка не мала контактів з кримськими естонцями, оскільки для Естонії півострів є частиною України. До окупації між Естонією та Україною існувала домовленість про направлення вчителя естонської мови до школи в Олександрівці, але це неможливо за нинішнього російського режиму. Крім того, вся співпраця в галузі розвитку між Естонією та Кримом закінчена.
Естонські культурні організації в Криму перейшли повністю під російську юрисдикцію та використовуються російськими пропагандистами для медійного шантажу уряду Естонії. Наприклад, так звана голова громадської організації «Регіональна національно-культурна автономія естонців Республіки Крим» Ольга Скрипченко-Сальман (ест. Olga Skriptsenko-Salman) у медіа регулярно звинувачує Естонську республіку в зраді «співвітчизників»:
| «Ольга Леонгардівна розповіла автору (Андрій Татарчук – прим. Baltnews) в Москві, що проблема лишається актуальною для всіх кримських естонців, які не отримують підтримки від своєї держави. При цьому люди є дуже лояльними до Естонії, люблять свою історичну батьківщину та є часто навіть більшими патріотами республіки, ніж мешканці, наприклад, Пярну чи Тарту. П'ять тисяч етнічних естонців – хороша основа для діалогу з надскладного кримського питання, яке політизується в Європі. Не помічаючи співвітчизників, вдаючи, що їх нема, офіційна естонська влада ставить під сумнів свої демократичні принципи» Оригінальний текст (рос.) «Ольга Леонгардовна рассказала автору (Андрей Татарчук – прим. Baltnews) в Москве, что проблема остается актуальной для всех крымских эстонцев, не получающих поддержки от своего государства. При этом люди очень лояльны к Эстонии, любят свою историческую родину и являются часто даже большими патриотами республики, чем жители, например, Пярну или Тарту. Пять тысяч этнических эстонцев – хорошая основа для диалога по сложнейшему крымскому вопросу, который политизируется в Европе. Не замечая соотечественников, делая вид, что их не существует, официальные эстонские власти ставят под сомнение свои демократические принципы» |
Діяльність «естонської громади» в окупованому Криму також служить ілюстрацією пропагандистської тези про «розквіт культури малих народів під владою РФ»:
| «Нам приділяють увагу. Нас показують по телевізору, Москва нам помагає видавати додаток 'Крымские эстонцы' у федеральному щотижневику 'Российские вести'. Раз у квартал виходить наша друкована газета. Ми в принципі дуже задоволені. Україна ж вдає, що нас взагалі не існує, хоч за юрисдикцією Естонії ми формально належимо до України. Але від них нема ніяких повідомлень, тому все, що ми маємо, ми отримуємо від Росії та уряду Криму» Оригінальний текст (рос.) «Нам уделяют внимание. Нас показывают по телевизору, Москва нам помогает издавать приложение 'Крымские эстонцы' в федеральном еженедельнике 'Российские вести'. Раз в квартал выходит наша печатная газета. Мы в принципе очень довольны. Украина же делает вид, что нас вообще не существует, хотя по юрисдикции Эстонии мы формально относимся к Украине. Но от них нет никаких сообщений, поэтому все, что мы имеем, мы получаем от России и правительства Крыма» |
Крім Ольги Скрипченко з повідомлень ЗМІ відомі імена ще двох представників колабораційних «естонських культурних об'єднань» в Криму: голова Севастопольського естонського національно-культурного товариства Еріх Каллінґ (ест. Erich Kalling) та Любов Бойчук (ест. Ljubov Boitšuk). Разом з тим, інтерв’ю «представників громади кримських естонців» свідчать про винятково слабке знання ними естонської мови — так, Ольга Скрипченко й Еріх Каллінґ спілкувались з естономовним кореспондентом Естонської громадської телерадіомовної корпорації тільки російською.
Діяльність «естонської громади» в Криму неофіційно підтримує (в тому числі грошима) радикально-націоналістична Консервативна Народна партія Естонії (ест. Eesti Konservatiivne Rahvaerakond) в особі заступника голови партії та посла від Естонії у Європарламенті Яака Мадісона (ест. Jaak Madison).

## Крим та кримські естонці в художній, мемуарній та науковій естонській літературі
У перших роках переселення в естонській пресі з’явилась низка статей про умови життя в Криму, які дуже критично описували важкий досвід естонських переселенців. У вересні та жовтні 1904 року естонський новеліст Едуард Вільде поїхав у довгу подорож Кримом і Кавказом для того, щоби описати життя естонських поселень. У Сімферополі, Тархані, Замруці, Кончі-Шаві, Боз-Ґозі та в інших поселеннях письменник збирав спогади старшого покоління емігрантів та отримав цінний рукопис одного з лідерів переселенців, Ґустава Мальца (ест. Gustav Malts), який називався «Історія віри Мальцвета та еміґрації до Криму». Цей рукопис став одним з основних джерел роману Вільде «Пророк Мальцвет», остаточна версія якого вийшла з друку 1908 року. Наприкінці 1904 — початку 1905 років Вільде також видав свій польовий щоденник під назвою «Про візит до кримських і кавказьких естонців». Життя кримських естонців до початку 1920-х роках описувалось також Оттомаром Лааманом (ест. Ottomar Laamann, 1900-1988), який пізніше емігрував до Канади.
До кримських естонців належить також Ленцман Поліна Олександрівна (Берегове), яку 2003 р. визнано Праведницею народів світу за порятунок єврейської вчительки Діни Кругликової під час німецької окупації Кримського півострова.

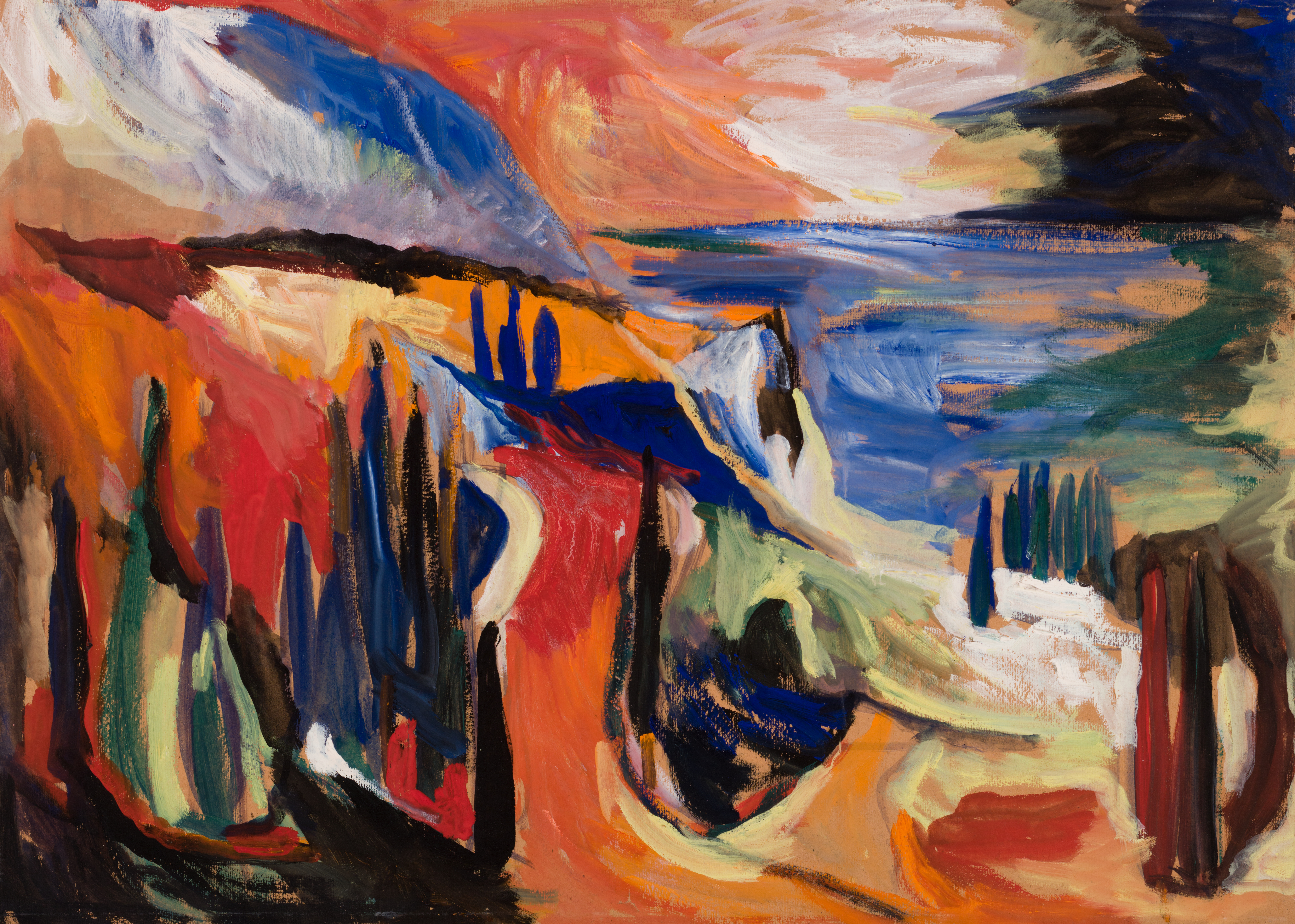
Кримський пейзаж. Лола Лііват, 1963

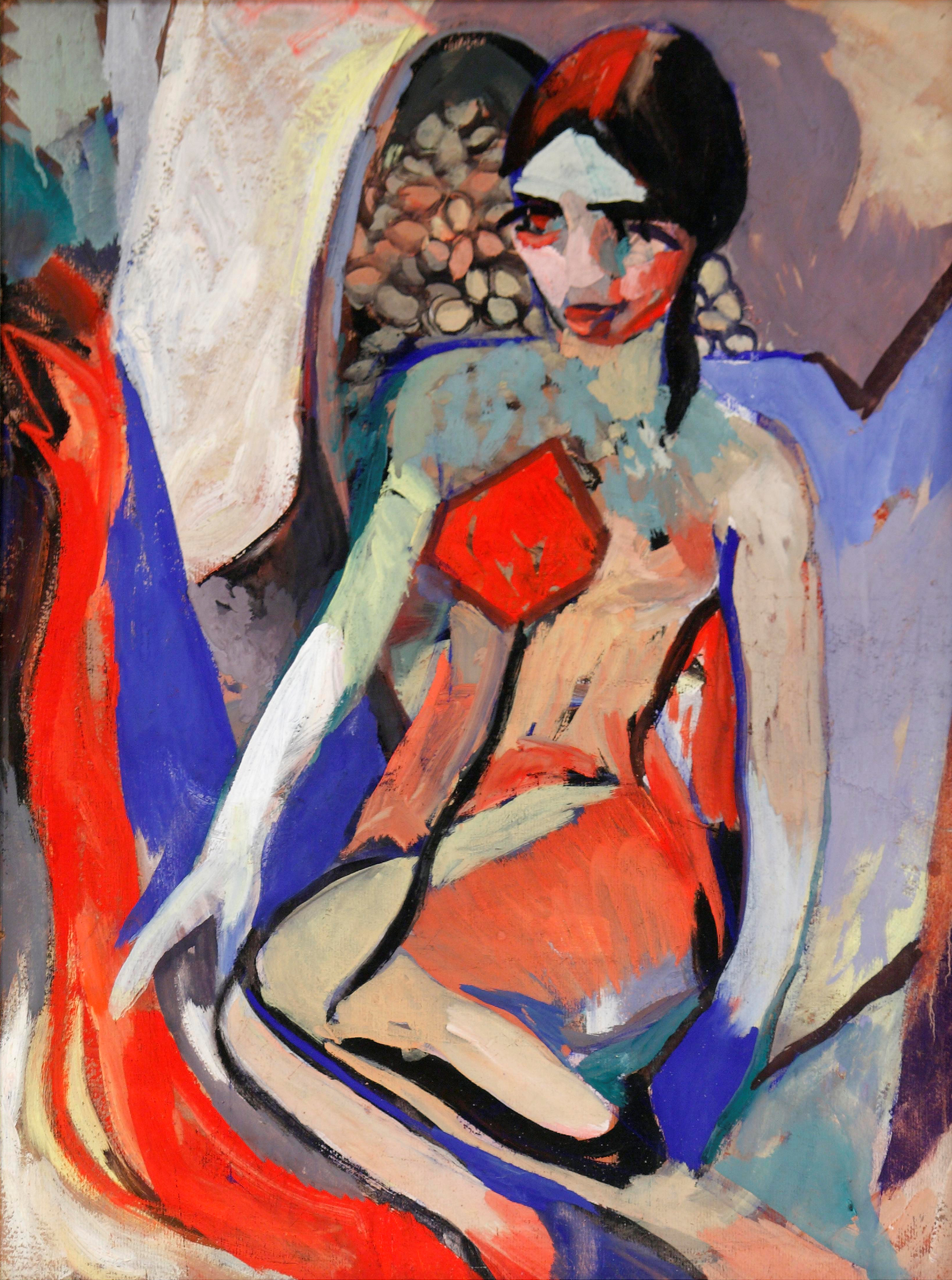
Кримська наречена. Лола Лііват, 1964

Видатна естонська художниця, яка працює в абстрактній техніці, Лола Лійват (ест. Lola Liivat, до шлюбу Макарова), створила у 1960-х роках картини за кримськими мотивами — «Кримський пейзаж» (ест. Krimmi maastik) та «Кримська наречена» (ест. Krimmi pruut), які нині експонуються у Тартуському художньому музеї (ест. Tartu Kunstimuuseum) як частина виставки «Опір духа» (ест. Vaimu vastupanu).
2001 року в Криму у межах Європейського дня мов відбувся захід (в тому числі низка семінарів), участь у якому взяли громадські, культурні та наукові діячі з Естонії, а також представники фіно-угорських організацій Фінляндії, Швеції та Росії, метою якого було детальне обговорення стратегії розвою естонської мови за кордонами Естонії. 
9-10 вересня 2001 року в Береговому відбулась естоно-українська наукова конференція «140 років естонськості в Криму» (ест. 140 aastat eestlust Krimmis), матеріали якої увійшли у Першу кримську збірку (ест. Krimmi kogumik I), видану в Таллінні навесні 2002 року. 9-10 вересня 2004 року в Сімферополі проведено наступну конференцію «Естонці у XIX-XXI ст. в Кримі» (ест. Eestlased XIX-XXI sajandil Krimmis), матеріали якої склали Другу кримську збірку (ест. Krimmi kogumik II), видану в Таллінні 2005 року. Нарешті 10 вересня 2011 року в Євпаторії відбулась третя естоно-українська наукова конференція, матеріали якої видано у Тарту як Третя кримська збірка (ест. Krimmi kogumik III).
З початку 2000-х років і по 2014 рік у Криму постійно мешкав колишній баскетболіст, а нині естонський письменник і журналіст Міхкель Тікс (ест. Mihkel Tiks). Цей досвід він описав у автобіографічному романі «Кримський в’язень» (ест. Krimmi vang), перший том якого охоплює життя та кохання в українському Кримі, тоді як другий том символічно називається «Російська доба» (ест. Vene aeg — це аллюзія до естонської історіографії, де таку назву має період російської окупації Естонії). Попри дуже критичне ставлення Тікса до українських реалій, зокрема всеосяжної корупції і архаїчної забюрократизованості, він не може жити за нової, дуже радянської по суті влади:
| «Я довго жив за часів одної окупації, вдруге точно не хочу» Оригінальний текст (ест.) «Ühe okupatsiooni ajal olen ma pikalt oma elu elanud, teist küll enam ei taha» |
Історії кримських поселень естонців присвячено кілька публікацій краєзнавця Леонгарда Сальмана (ест. Leongard Salman, 27.08.1931—09.01.2019), який був також засновником Спілки кримських естонців. Всі його книги, що ґрунтуються на зібраних архівних документах, видано російською мовою.